# Гуамаджоре
Гуамаджо̀ре (на италиански: Guamaggiore; на сардински: Gomayòri, Гомайори) е село и община в Южна Италия, провинция Южна Сардиния, автономен регион и остров Сардиния. Разположено е на 189 m надморска височина. Населението на общината е 1066 души (към 2010 г.).